# Tochisaurus
Tochisaurus ("pštrosí ještěr") byl rod menšího teropodního dinosaura, žijícího v období svrchní křídy na území dnešního Mongolska. Tento dravý troodontid byl vědecky popsán roku 1991. Zkameněliny byly objeveny již ve 40. letech sovětskou paleontologickou expedicí v poušti Gobi. Pochází ze souvrství Nemegt a mají stáří kolem 69 milionů let (geologický stupeň/věk maastricht). Jedná se v podstatě o jediný zachovaný (levý) metatarsus (PIN 551-224) o délce 242 mm. Jednalo se tedy o poměrně velkého troodontida, s délkou možná přes 3 metry (přesnější rozměry však nejsou známé). Zřejmě šlo o rychle běhajícího dravce, lovícího menší obratlovce.